# کفشک ستاره‌ای
کفشک ستاره‌ای (نام علمی: Platichthys stellatus) نام یک گونه از زیرخانواده راست‌رویان است.